# MU330

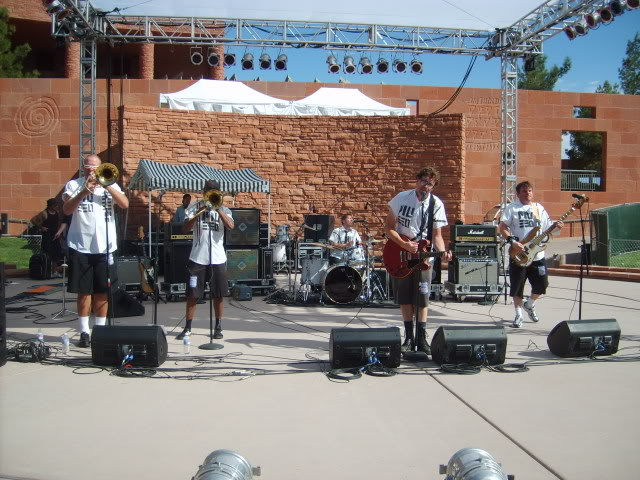
MU330 bei einem Auftritt 2007 am International Ska Circus in Clark County, Nevada

MU330 (gesprochen "em-you-three-thirty") ist eine Ska-Punk-Band aus St. Louis USA, die 1988 gegründet wurde.

## Bandgeschichte
Die Gründungsmitglieder von MU330 besuchten die Universität von Saint Louis, Missouri. Den Namen bekam die selbsternannte "Psycho Ska"-Band von der Musik Klasse 330, welche von Dan Potthast, Chris Diebold, Rob Bell und Ted Moll besucht wurde. Ursprünglich bestand die Band aus dem Sänger/Gitarristen Dan Potthast, dem Sänger/Trompeter John Skavanaugh, dem Bassisten Chris Diebold, dem Saxophonisten Matt Knobbe, dem Keyboarder Matt Struckel und dem Schlagzeuger Ted Moll. Die Besetzung von MU330 änderte sich regelmäßig, und als 1994 das Debütalbum Press (erschienen bei Asian Man Records) veröffentlicht wurde, war Struckel bereits ausgestiegen. Skavanaugh und Knobbe verließen die Gruppe ebenfalls bald, wobei Sänger Jason Nelson, Trompeter Nick Baur und Saxophonist Traygen Bilsland lange genug dabei waren, um das 1996er Album Chumps on Parade aufzunehmen, bevor alle drei wieder ihren eigenen Weg gingen. Zum Kerntrio Potthast, Diebold und Moll gesellten sich rechtzeitig die Posaunisten Rob Bell und Gerry Lundquist, um das dritte MU330-Album, Crab Rangoon von 1997, aufzunehmen.
Die Band spielt vorwiegend Ska-Punk. Das Spektrum ihrer Songs beinhaltet Themen von Rassismus, über Liebe, bis zu Hodenkrebs.
Der Frontsänger, Dan Potthast, betätigt sich auch als Solo-Künstler.

## Diskographie
- Press (1994, Dill Records/Asian Man Records)
- Chumps on Parade (1996, Asian Man Records)
- Crab Rangoon (1997, Asian Man Records)
- Best of MU330 (1998, Herausgebracht in Japan)
- MU330 (1999, Asian Man Records)
- Winter Wonderland (1999, Asian Man Records)
- "Oh Yeah" Live (2001, Asian Man Records)
- Ultra Panic (2002, Asian Man Records)

## Beteiligung an Kompilationen
- American Skathic (1993, Jump Up Records) mit Fleeba
- Skarmageddon (1994, Moon Ska Records) mit Hoosier Love
- Skanarchy (1994, Elevator) mit Digits
- Pointessential Vol. 1 (1994, Point Records) mit Hoosier Love
- Ska The Third Wave (1995, Continuum) mit Stuff
- Misfists Of Ska (1995, Dill Records) mit Press
- Rude Vibes (1995, Do the Dog, England) mit Got Caught
- This Aren't Two Tone (1995, Too Hep) mit Rok
- Mentos The Freshmaker Tour (1998, Zark Records) mit Ireland
- Ska Sukcs (1998, Liberation) mit  Tune me out
- Mailorder Is Fun (1998, Asian Man Records) mit X-Mas Card
- Potluck (1999, Stub Daddy) mit 32 Cents
- Mailorder Is Still Full (1999, Asian Man Records) mit Favorite Show
- Plea For Peace Japan (2000, TV Freak, Japan) mit San Francisco
- Asian Man Sampler (2001, Asian Man Records) mit Father Friendly
- Mailorder For The Masses (2002, Asian Man Records) mit Dropping the Ball
- Kick Ass Ska (2002, Pimp Records) mit KKK Highway
- The Best Fucking Ska In The World (2003, Fucking North Pole, Schweiz) mit Deeper
- Too Much Like Hard Work (2004, Indestructible) mit La